# Cathédrale Saint-Joseph de Groningue
Cette  cathédrale n’est pas la seule cathédrale Saint-Joseph.
La cathédrale Saint-Joseph (en néerlandais : Sint-Jozef kathedraal) est l'église-mère du diocèse de Groningue-Leeuwarden aux Pays-Bas. Elle a été inscrite à la liste du patrimoine historique en 1974. Elle est consacrée à saint Joseph.

## Historique
L'église paroissiale Saint-Joseph (le diocèse était alors supprimé) est construite par Pierre Cuypers en 1886, deuxième église de la ville en majorité protestante, dans un quartier à l'époque peuplé d'ouvriers.
Lorsque le diocèse de Groningue est rétabli en 1955, elle est encore église paroissiale, puis elle est choisie comme cathédrale en 1981. Elle fait partie de la paroisse Saint-Martin.
En 2010, elle est redevenue une église vivante après avoir été fermée pendant des décennies les jours de semaine, à cause de l'effondrement de la pratique catholique aux Pays-Bas.

## Caractéristiques
L'édifice est construit en style néogothique avec un clocher haut de 76 mètres. L'église est consacrée le 25 mai 1886. Son plan est à trois nefs sans transept.

## Galerie

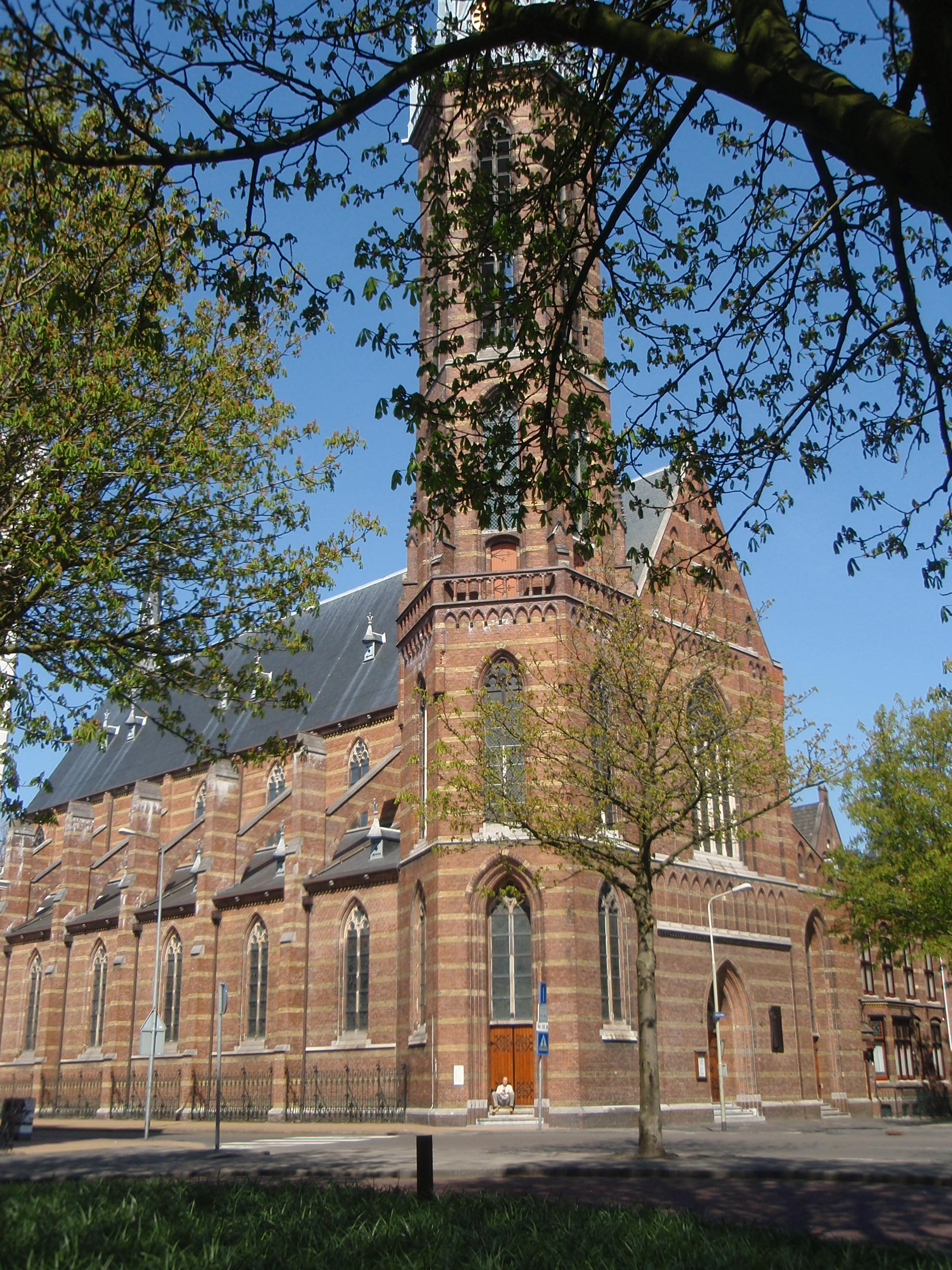
Entrée de la cathédrale.
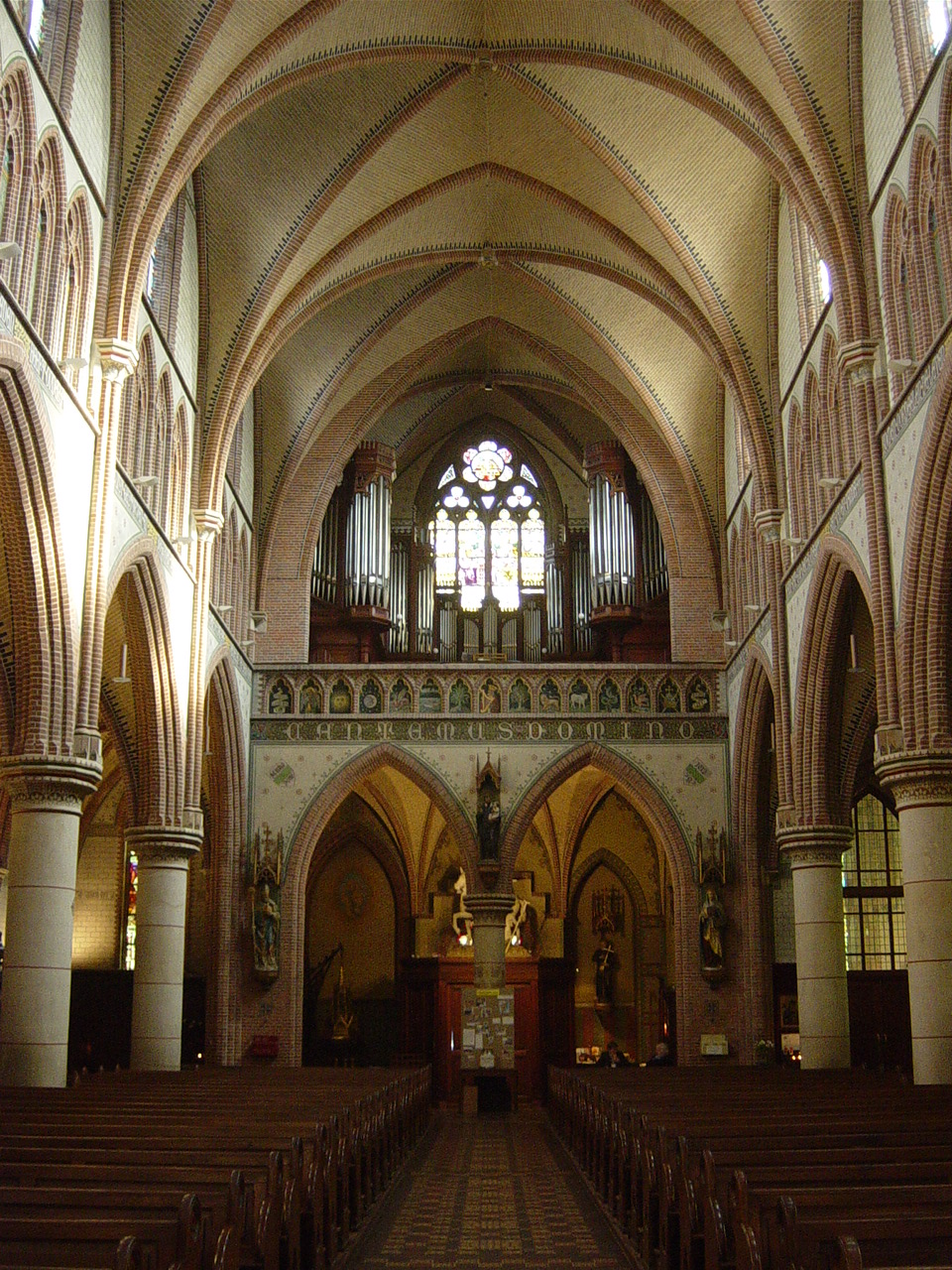
Vue de l'orgue de la cathédrale datant de 1905-1906.
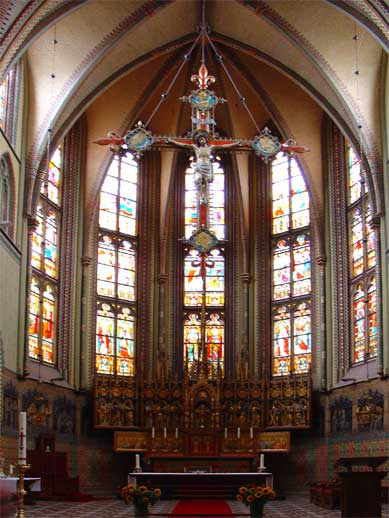
Vue du maître-autel.
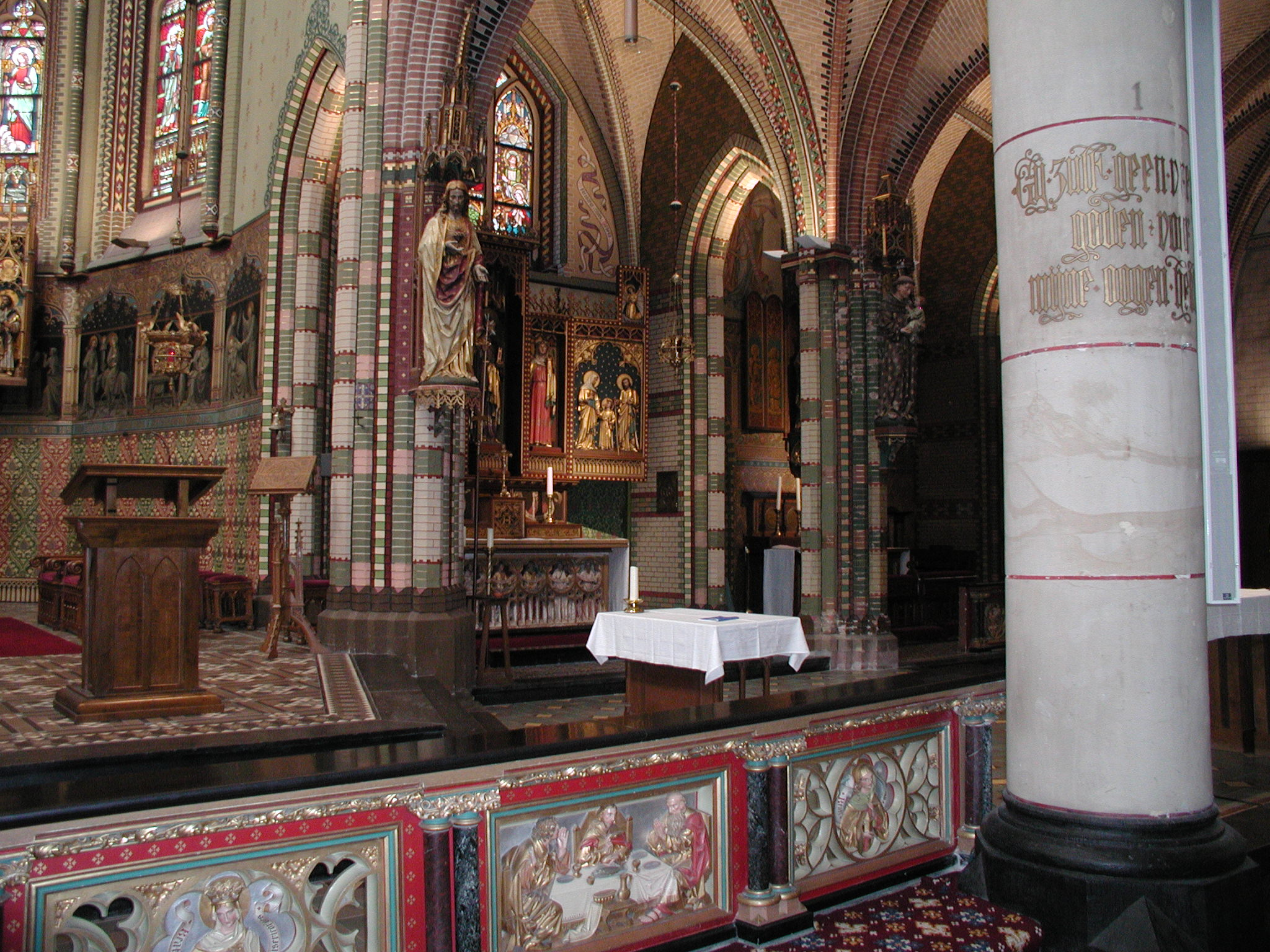
Intérieur de la cathédrale.

## Source
- (de) Cet article est partiellement ou en totalité issu de l’article de Wikipédia en allemand intitulé « St.-Josef-Kathedrale (Groningen) » (voir la liste des auteurs).